# Dolavon
Dolavon é uma localidade do departamento Gaiman, província de Chubut, Argentina. Encontra-se no vale inferior do rio Chubut, a 19 km ao oeste de Gaiman (seguindo seu curso), e a 36 km ao sul de Trelew, pela Rota Nacional 25. Aqui encontrava-se a estação Dolavon da ferrovia Central de Chubut entre 1925 e 1961. O edifício ainda se conserva.

## Geografia
São terrenos planos, suavemente ondulados, correspondentes à planície patagonica, com vegetação de arbustos, predominantemente de folhas resinosos, mata e ervas negra, etc.
As pitorescas ruas deste povo cobram vida com história galesa. Os adolescentes atraem a atenção à costa do canal que a atravessa e onde permanecem conversando geralmente até altas horas da noite.
Aqui construiu-se o primeiro moinho farinheiro dado o excelente trigo que se colhetava na região. É uma suave localidade atravessada por um dos numerosos canais de irrigação construídos pelos galeses no final do século XIX, conservando-se ainda uma roda dessa época.

## Nome do lugar
Sua denominação é de origem galés: dôl = prado, afon = rio): prado junto ao rio.
"Dolavon" significa "curva" ou "volta" do rio, não "prado..." neste caso. Os significados podem ser corroborados em dicionários do idioma, e ante um caso de ambiguidade pesquisando os motivos que deram origem ao nome.
O Povo Originário Günün a künä (mau chamados tehuelches setentrionais ou pampas) chamaram este lugar Auchayük a Jütran "manancial salgado", de auchayük "manancial", a é genitivo e jütran "sal".[carece de fontes?]

## População
Conta com 3.307 habitantes (INDEC, 2010) (INDEC, ), o que representa um incremento de 12.9% em frente aos 2.929 habitantes (INDEC, 2001) (, ) do censo anterior, demonstrando um crescimento moderado mas constante. Em tanto a população compõe-se de 1.709 varões e 1.598 mulheres. o que resulta num índice de masculinidade de 106.95%. As moradias passaram de 884 a 1.365.
| {{{título}}} |
|              |